# Éric de Bisschop
Éric de Bisschop (* 21. Oktober 1891 in Aire-sur-la-Lys; † 30. August 1958 in Rakahanga) war ein französischer Abenteurer, Seefahrer und Ozeanist. Bekannt wurde er für seine Reise 1938–39 von Honolulu nach Frankreich an Bord eines polynesischen Doppelkanus.

## Leben
Fast sein gesamtes Leben verbrachte er in der Südsee; von 1935 bis 1937 und 1941 bis 1947 in Honolulu, anschließend bis 1956 in Polynesien. 1936 baute er den Katamaran Kaimiloa und bereiste mit ihm drei Ozeane. Von Honolulu aus führte ihn sein Weg über See nach Cannes. Dazu wollte er durch eine Floßfahrt beweisen, dass die Polynesier bereits Südamerika erreichten und dort Kulturaustausch betrieben hatten. Sein Bambusfloß Tahiti Nui, das ihn 1957 von Tahiti nach Südamerika führen sollte, hielt die Fahrt nicht ganz durch. Das Nachfolgeboot Tahiti Nui II führte ihn von Peru nach Tahiti und dann zu den Cook Islands. Dort verletzte sich De Bisschop tödlich.

## Veröffentlichungen
Kaimiloa. Westermann, 1948 (68 Seiten).
Tahiti Nui. 1959 (284 Seiten).